# Mig og min næse
|  | Denne artikel er oprettet af botten PalnaBot ud fra en ekstern database. Den kan derfor have sproglige fejl eller mangler. Denne skabelon kan fjernes efter kontrol af indholdet. |

Mig og min næse er en portrætfilm instrueret af Ziska Szemes efter manuskript af Mikkel Hede, Ziska Szemes.

## Handling
Ziska er født og opvokset i Sverige, men bliver ofte spurgt, hvor hun kommer fra. Hun ser nemlig ikke svensk ud. Ziska mener, at hendes næse er årsagen til misforståelserne, og vil derfor finde sin identitet og have en svensk næse. Hun bor i København med sin familie, men har fundet ud af, at hun må være svensk og dansk på sin egen måde. Der er nemlig meget forvirring omkring, hvad hun er: svensk, dansk, parsi, indvandrer? Tingene bliver hurtigt komplicerede, når man er født i ét land, er gift med en mand fra et andet land, ens forældre er fra to forskellige tredje lande, og den ene af dem er født i et fjerde. Og så er der den dér næse! En film om identitet, integration og nationalitet. Ziska Szemes er uddannet animator og blander her dokumentar med animation.